# 和田久馬
和田 久馬（わだ きゅうま、生年不明 - 1944年（昭和19年）2月19日）は、日本の海軍軍人。太平洋戦争においてグリーン諸島に逆上陸し、守備部隊指揮官として戦死した。戦死による一階級昇進で最終階級は海軍少佐。

## 生涯
経歴
和田は米沢中学を経て、1938年（昭和13年）3月に海軍兵学校を卒業した海兵65期生である。重巡「鈴谷」、戦艦「長門」での艦船勤務を経て、1939年（昭和14年）10月に佐世保鎮守府第八特別陸戦隊附となって以降は陸上勤務が続いた。配置は海南島根拠地隊司令部附、舞鶴鎮守府第一特別陸戦隊分隊長、横須賀海兵団分隊長兼教官である。1941年（昭和16年）11月に横須賀鎮守府附となるが、和田は海南島勤務以来三日熱マラリアに悩まされており、郷里や水交社で療養している最中に開戦を迎えた。1942年（昭和17年）1月、横須賀海兵団附兼教官として復帰し、10月から翌年にかけて馬公警備府附となり、東港海軍予備学生教育を主任として担った。その後陸戦隊教育などを行っていた館山海軍砲術学校で教官兼分隊長として指導にあたり、8月末に第八六警備隊分隊長として出征した。同警備隊はラバウルに所在し、和田は副長代理兼陸警課長の任に就く。ラバウルを巡る戦況は悪化しつつあったが、グリーン諸島へ連合軍出現の報が入り、第八根拠地隊は、逆上陸部隊の派遣を決定した。和田はその指揮官に選ばれ、1944年（昭和19年）2月3日、潜水艦でグリーン諸島に上陸した。しかし15日に連合軍の上陸が行われ、和田は抗戦のうえ4日後に消息を絶ち同日付で戦死認定を受けた。米沢海軍武官会会員。
グリーン諸島の戦い

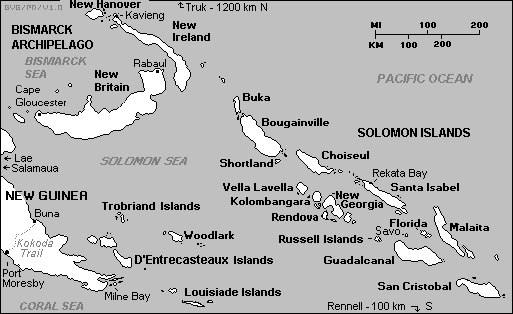
ラバウルの上に位置するのがニューアイルランド島で、セント・ジョージ岬はその南端に、グリーン諸島はブカとニューアイルランド間のブカ側に位置する。

和田はニューブリテン島ガスマタの守備にあたる予定であった。しかし連合軍の侵攻は予想よりも早く、ラバウル周辺の防備を固めるため派遣は中止となり、連合軍が上陸作戦を実施した場合、逆上陸によってその背後を攻撃する陸上機動部隊の指揮官を予定されていた。1943年（昭和18年）12月に連合軍はラバウル周辺への攻勢を開始した。翌年1月31日にはグリーン諸島に魚雷艇出現の報告が届く。グリーン諸島に飛行場が建設された場合、ラバウル防衛に重要な役割を持つ電探が設置されていたセント・ジョージ岬が航空攻撃にさらされることとなり、またニューアイルランドも連合軍上陸の危機に瀕することとなる。こうした理由でグリーン諸島への逆上陸部隊派遣が決定され、和田はその指揮官として同地へ赴いた。2月3日、和田部隊は77名が上陸に成功しグリーン島の偵察を行った。和田が部隊を二分し、その一方を率いて離島の偵察に赴いていた15日に連合軍の攻撃が始まる。和田部隊は抗戦するものの、兵力の隔絶は大きく、｢衆寡敵せず｣ という状態であり、2月19日午前5時、和田は｢我敵陣ニ突入ス　連絡ヲ断ツ｣と最後の電報を発した。戦死認定が行われたのは24日である。
後日談
南東方面で航空作戦を担っていた第十一航空艦隊に司令部附として勤務した大尉がいた。終戦後この大尉は和田の戦死状況を知らせるべく、ラジオで放送されていた「尋ね人の時間」を利用し遺族を探す。この放送を聞いていた一人、元第八六警備隊主計長から遺族の所在が判明し、戦死状況は和田の遺族にもたらされている。この大尉は、和田分隊長から教育を受けた予備学生の一人であった。